# Rhoicinus urucu
Rhoicinus urucu là một loài nhện trong họ Trechaleidae.
Loài này thuộc chi Rhoicinus. Rhoicinus urucu được miêu tả năm 1994 bởi Antonio D. Brescovit & Oliveira.